# Чемпионат России по конькобежному спорту на отдельных дистанциях 2014
Чемпионат России по конькобежному спорту на отдельных дистанциях в сезоне 2013/2014 прошёл с 25 по 29 декабря 2013 года в «Адлер-Арена», Сочи. Он стал отборочным на чемпионат Европы, олимпийские игры 2014 года и чемпионат мира по спринтерскому многоборью.

## Программа
| Дата       | Дистанция                                  | Участники |
| 26 декабря | 2х500 м (жен.) 3000 м (жен.) 1500 м (муж.) | 18 21     |

| Дата       | Дистанция                                  | Участники |
| 27 декабря | 2х500 м (муж.) 5000 м (муж.) 1000 м (жен.) | 21 20     |

| Дата       | Дистанция                                                | Участники   |
| 28 декабря | 1000 м (муж.) 10000 м (муж.) 1500 м (жен.) 5000 м (жен.) | 24 11 17 14 |

| Дата       | Дистанция                                     | Участники          |
| 29 декабря | Командная гонка (жен.) Командная гонка (муж.) | 3 команды 5 команд |

## Медалисты

### Мужчины
| Дистанция       | Золото                                                         | Золото   | Серебро                                                          | Серебро  | Бронза                                                                  | Бронза   |
| --------------- | -------------------------------------------------------------- | -------- | ---------------------------------------------------------------- | -------- | ----------------------------------------------------------------------- | -------- |
| 500 м × 2       | Дмитрий Лобков                                                 | 70,30    | Алексей Есин                                                     | 70,93    | / Артём Кузнецов                                                        | 71,15    |
| 1000 м          | Денис Юсков                                                    | 1.10,21  | Алексей Есин                                                     | 1.10,62  | Кирилл Голубев                                                          | 1.11,17  |
| 1500 м          | Денис Юсков                                                    | 1.45,85  | Иван Скобрев                                                     | 1:47.85  | Алексей Есин                                                            | 1:48.572 |
| 5000 м          | Денис Юсков                                                    | 6:18.89  | Александр Румянцев                                               | 6:23.66  | Иван Скобрев                                                            | 6:24.11  |
| 10000 м         | Александр Румянцев                                             | 13:11.92 | Иван Скобрев                                                     | 13:14.43 | Евгений Серяев                                                          | 13:19.75 |
| Командная гонка | Москва · Сергей Грязцов · Денис Анисимов · Александр Разорёнов | 3:55.48  | Санкт-Петербург · Дмитрий Федотов · Андрей Бурляев · Антон Кашин | 3:56.17  | Челябинская область—1 · Павел Байнов · Иван Солодухин · Дмитрий Доронин | 3:56.58  |

### Женщины
| Дистанция       | Золото                                                                    | Золото  | Серебро                                                                  | Серебро | Бронза                                         | Бронза  |
| --------------- | ------------------------------------------------------------------------- | ------- | ------------------------------------------------------------------------ | ------- | ---------------------------------------------- | ------- |
| 500 м × 2       | Ольга Фаткулина                                                           | 76,60   | / Екатерина Малышева                                                     | 77,92   | Ангелина Голикова                              | 78,20   |
| 1000 м          | Ольга Фаткулина                                                           | 1:15.97 | Юлия Скокова                                                             | 1:16.54 | Екатерина Шихова                               | 1.16,97 |
| 1500 м          | Екатерина Шихова                                                          | 1.57,07 | Ольга Фаткулина                                                          | 1:57.52 | Юлия Скокова                                   | 1:57.61 |
| 3000 м          | Ольга Граф                                                                | 4.09,46 | Юлия Скокова                                                             | 4.10,89 | Екатерина Шихова                               | 4.12,55 |
| 5000 м          | Ольга Граф                                                                | 7:08.74 | Анна Чернова                                                             | 7.13,25 | Лада Задонская                                 | 7.22,09 |
| Командная гонка | Московская область · Виктория Филюшкина · Алла Шабанова · Евгения Волкова | 3.11,97 | Свердловская область · Олеся Чернега · Анна Присталова · Ульяна Боронина | 3.17,12 | Санкт-Петербург · [[]] · [[]] · Юлия Литейкина | 3:24.54 |

- При равенстве результатов победитель определяется с учётом тысячных долей секунды.